# Veille technologique
 (Juillet 2024).
La veille technologique ou veille scientifique et technique est un processus cyclique de gestion de l'information, tendant à l'automatisation, qui a pour objectif d'identifier les nouveautés et les tendances dans les domaines scientifiques et techniques.
Cette surveillance de l'information permet de rester informé sur l'état de l'art d'un domaine ou d'une technologie afin d'anticiper son évolution et ainsi de prendre des décisions éclairées et adaptées sur le plan stratégique, économique, technologique ou commercial.
La veille est une activité qui consiste à collecter, analyser et capitaliser des informations et des signaux (faibles ou forts) permettant de répondre à un questionnement ou un besoin. Les informations capitalisées peuvent être diffusées sous forme de livrable à un cercle restreint de destinataires ou à une communauté (service, entreprise ou de manière globale). Le format du livrable peut varier de la compilation de données "brutes" (liste, newsletter...) à des formats plus élaborés (note de synthèse, résumé graphique, rapport...).
Elle se pratique dans le respect de la législation, en particulier au regard des clauses de non-concurrence.

## Historique
La veille technologique a été développée en France à la fin des années 1980. En 1988, un « comité d'orientation stratégique de l'information scientifique et technique de la veille technologique » a été créé par le Ministère de l'Enseignement supérieur et de la Recherche. En 1989, Henri Dou a créé le premier DEA d'information stratégique et de veille technologique à l'Université Aix-Marseille et l'union des industries chimiques a mis en place un atelier de veille technologique. Le Xe plan (1989-1992) a permis que la notion de « veille technologique et politique des brevets »  soit finalement prise en compte dans son intégralité[réf. nécessaire].

Dans un ouvrage de 1992, François Jakobiak, et Henri Dou proposent une définition de la veille technologique :

« La veille technologique est l'observation et l'analyse de l'environnement scientifique, technique, technologique, suivies de la diffusion bien ciblée, aux responsables, des informations sélectionnées et traitées utiles à la prise des décisions stratégiques . »

Le terme de « veille technologique » a ensuite été précisé ou élargi en fonction de l'objet de la veille : « veille commerciale », « veille juridique », « veille presse », « veille informationnelle », « veille marketing »…[réf. nécessaire]

## Place de la veille technologique dans l'intelligence économique
En tant que processus de recherche, d'analyse et de capitalisation de l'information, la veille (telle que la veille technologique) fait partie intégrante du processus d'intelligence économique. L'information brute collectée est traitée pour générer de l’intelligence, c'est-à-dire une connaissance sourcée et vérifiable de l'environnement.
Cette intelligence permet d'identifier les opportunités et les menaces pouvant avoir un impact sur l'environnement et permet ainsi aux acteurs économiques d'adapter leurs stratégies de manière éclairée.
Rapporté à la veille technologique, les actions de l'intelligence économique peuvent être :
- le suivi des évolutions scientifiques techniques ou des nouveaux procédés
- la surveillance d'acteurs: la concurrence, les fournisseurs, les partenaires, les clients et les parties prenantes
- le suivi de la régulation et de la législation

Dans l'objectif :
- d'augmenter la performance ou la qualité des produits
- de diminuer les coûts de production
- d'identifier les meilleures pratiques de production
- d'anticiper les réactions des parties prenantes

La veille stratégique englobe généralement la veille technologique. Mais la veille technologique est aussi considérée comme stratégique .

## Sources d'informations
La veille peut s'alimenter de données provenant de tous types de sources, certaines méthodes de collecte ou certaines sources étant du domaine de compétence de spécialistes (publication de brevets) ou par des réseaux personnels. Une revue de veille technologique francophone est par exemple proposée par L'Usine nouvelle.

### Types de sources
Les types de sources utilisés sont :
- La presse généraliste et la presse spécialisée;
- Les bases de données brevets et modèles d'utilité;
- Les bases de données de littérature scientifique;
- Les communiqués de presse;
- Les sites spécialisés;
- Les blogs d'experts;
- Les réseaux sociaux

La veille peut également capitaliser des informations orales provenant de différents acteurs  
- réseaux d'experts internes
- d'acteurs externes qu'ils soient des partenaires, des fournisseurs ou des concurrents
- informations provenant d'évènements interprofessionnels tels que des salons, forums ou séminaires.

### Outils de surveillance des sources d'information

#### Les outils pour collecter l'information
| Bases de données de littérature scientifique   | Scopus, WoS, Medline                                                       | Les bases de données de littérature scientifique permettent de récolter les références bibliographiques d'articles, actes de conférences, posters ou revues de littérature. |
| Bases de données de brevet & modèles d'utilité | Espacenet, Orbit, Espacenet, Patentscope, UPSTO, The Lens, EAPATIS         | Les bases de données capitalisent les titres de protection (brevets ou Modèles d'utilité), elles donnent également des informations sur le statut juridique de ces titres (demande en vigueur ou abrogé, extension du titre de propriété ou encore modification des titulaires) |
| Moteurs généralistes et méta-moteurs           | Google, Yahoo, Jux2, IxQuick, Seeks,…                                      | Les moteurs de recherche sont la principale source pour rechercher de l'information publiée sur le web. |
| Agrégateurs                                    | Thunderbird, Tiny Tiny RSS, Inoreader                                      | Les agrégateurs de flux peuvent être utilisés pour synchroniser les nouveaux contenus de sites web. |
| Moteurs d'actualités                           | Google News...                                                             | Les moteurs d'actualités sont des moteurs de recherche spécialisés dans la collecte d'informations issues d'articles de presse. Ils permettent d'obtenir les dernières nouveautés concernant un domaine.                                                                        |
| Moteurs de blogs et micro-blogs                | Technorati, Google Blog Search, BlogPulse, IceRocket, Twitter search, etc. | Les blogs permettent d'obtenir des informations et commentaires de consommateurs ou d'employés d'une entreprise. |

#### Les outils pour traiter l'information
| Outils d'analyse bibliométrique                   | Gephi, Orbit Intellixir, Matheo Analyser | Ces outils permettent d'analyser des corpus documentaires par des traitements statistiques. Ils permettent d'analyser les grandes tendances d'une technologie/ d'un domaine (l'auteur le plus prolifique, les collaborations entre organismes) sous la forme de tableaux ou de graphiques.                |
| Outils d'annotation                               | Evernote, Webnotes, Google Keep…         | Les outils d'annotation permettent de prendre des notes directement sur un site ou sur des données pour avoir une vue directe sur nos pensées sur les données étudiées. |
| Outils permettant de réaliser des cartes mentales | Freemind, Xmind…                         | Les outils de cartographie permettent de mieux gérer et de mieux organiser les liens entre différentes idées, différentes données. |
| Outils de capture                                 | Scrapbook, Ript, Tumblr, snipd…          | Les outils de capture servent à capturer des éléments sur une page Web que cela soit du texte, des images, des vidéos... |
| Outils de capitalisation des connaissances        | Zotero, Pearltress…                      | Les outils servant à la capitalisation des connaissances permettent de rassembler les différentes connaissances des membres d'une équipe (par exemple) afin d'avoir une "base de données" communes dans laquelle les autres membres ou les personnes extérieures peuvent venir chercher des informations. |

#### Les outils pour diffuser l'information
| Outils de bookmarking               | Delicious, Diigo…                               | Les outils de bookmarking permettent de partager des favoris avec d'autres personnes, de les organiser par thème. |
| Plateforme de blogs                 | Wordpress, blogger…                             | Les plateformes de blogs permettent de mettre en ligne et d'accroitre la visibilité de blogs. |
| Outils de capture et micro-blogging | Tumblr, snipd…                                  | Le microblog ainsi que la capture permettent en très peu de temps de mettre à disposition l'information que nous tenons à diffuser. Le microblogging est une technologie en plein essor car de plus en plus de personnes utilisent les sites comme Tumblr pour communiquer sur des sujets communs. |
| Outils de republication             | Blogger…                                        | Si le blog déjà créé n'est plus assez visible par le consommateur pour une raison ou une autre, la republication est toujours possible. Cette technique consiste à republier son blog. |
| Outils de transformation de flux    | xFruits, Nourish, feedJournal[réf. nécessaire]… | Les outils de transformation de flux consistent à transformer un flux RSS en une page HTML, un document PDF ou une page adaptée aux mobiles. On peut ainsi à partir d'un flux RSS transmettre l'information au plus grand nombre                                                                   |
| Agrégateur de flux                  | NetVibes, Feedly                                | Les agrégateurs de flux sont des outils qui permettent de rassembler et d’organiser des flux RSS de sources différentes afin d’en faciliter la consultation rapide. |

## Les étapes de la veille technologique
La définition du sujet de veille est une étape cruciale du processus de veille. Elle a pour objectif d'assurer que tous les besoins ont été exprimés et d'assurer la compréhension du sujet par toutes les parties. Pour cela le veilleur peut s'appuyer sur des méthodes tel que le QQQOCP.
À la suite de la définition, un plan de veille pourra être mis en place notamment pour :
- Rechercher et identifier les sources les plus pertinentes ;
- Déterminer les outils et la méthodologie nécessaires pour effectuer la surveillance ;
- Adapter les livrables aux attentes des différentes parties.

### Analyse des informations
Une fois le système de veille mis en place, les informations collectées sont ensuite traitées en fonction de leur adéquation avec la thématique de veille, de leur crédibilité, de leur fiabilité, de leur durée de vie, des doublons potentiels...
Après cette première analyse les informations peuvent être regroupées sous la forme de livrables qui seront délivrés aux personnes ou groupes concernés.

### Utilisation des informations capitalisées
L'information capitalisée a pour objectif d'aider les destinataires de la veille à améliorer leurs connaissances sur leur environnement en les aidant à identifier les opportunités et les menaces liés a une technologie.
Les informations ainsi capitalisées permettent de :  
- Connaître l'existant (l'état de l'art), ce qui peut être source d'inspiration, ou aider au processus d'idéation ou d'innovation ;
- D'identifier les acteurs du domaine, pour anticiper leur stratégie ou envisager des partenariats ;
- Être en conformité avec la législation et la règlementation ;
- Comprendre le besoin client, améliorer un produit en fonction des attentes ;
- Anticiper les polémiques ou les blocages liés à la sortie d'un produit
- Ré-évaluer le système de veille (processus cyclique).